# Pelerina roșie
Pelerina roșie (titlul original: în daneză Den røde kappe) este un film istoric danez-suedez-islandez realizat în 1967 de regizorul Gabriel Axel, care a scris și scenariul. Se bazează pe poemul scandinav Gesta Danorum de Saxo Grammaticus și spune o poveste de dragoste tragică în stilul Romeo și Julieta.
Protagoniști filmului sunt actorii Oleg Vidov, Gitte Hænning, Eva Dahlbeck și Birgitte Federspiel. 

## Rezumat
Accentul acțiunii filmului este alegerea miresei și a răzbunării sângeroase în lumea legendelor din nord: cei trei frați vikingi Hagbard, Helvin și Hamund călăresc pentru a-și răzbuna tatăl ucis de regele Sigvors. Se luptă cu fiii lui Sigvors o zi întreagă, apoi regele Sigvors propune încheierea păcii cerând ca aceasta să fie pecetluită la curtea lui.
La festivitatea păcii, nu durează mult până când hidromelul li se urcă petrecăreților la cap. Hagbard, cel mai mare al lui Hamund, și Signe, fiica regelui Sigvors, s-au privit deja adânc în ochii celuilalt, apoi Hildegisl, invidiosul care el însuși are ochii ațintiți pe Signe, începe să-și creeze planuri diabolice de intrigă. Cu ajutorul orbului Bölvis, el seamănă neîncredere în inimile tinerilor. Când Hagbard pleacă cu un însoțitor la vânătoare de lupi, ceilalți încep să se ciondănească. Helvin și Hamund sunt uciși la fiord, iar Hagbard, care sosește, incitat de vicleanul Hildegisl, îi ucide rapid pe frații fetei pe care o iubește. Regele Sigvors îl declară apoi scos în afara legii.
Hagbard se strecoară în curtea inamicilor săi îmbrăcat în haine de femei pentru a o răpi pe Signe. Dar o servitoare îl recunoaște și numărul copleșitor al servitorilor lui Sigvor îl trezește din brațele lui Signe. Hagbard moare pe spânzurătoare iar Signe se sinucide după ce a dat foc la camera ei cu puțin timp înainte.

## Distribuție
- Oleg Vidov – Hagbard
- Gitte Hænning – Signe
- Eva Dahlbeck – regina
- Birgitte Federspiel – văduva regelui Hamund
- Lisbeth Movin – Bengerd
- Johannes Meyer – Bilvis
- Håkan Jahnberg – Bolvis
- Manfred Reddemann – Hildegisl
- Henning Palner – Hake
- Gisli Alfredsson – Sigvald
- Folmer Rubæk – Helvin
- Borgar Garðarsson – Alf
- Jörgen Lantz – regele Hamund
- Frederik Tharaldsen – Alger
- Sisse Reingaard – Rigmor
- Gunnar Björnstrand – regele Sigvor

## Aprecieri
„ Nu atât cu povestea îndrăgostiților fascinează Axel, cât prin propunerea unei viziuni plauzibile și insolite a evului mediu, detalii ale vieții cotidiene cu valoare de simbol.”—T. Caranfil , Dicționar universal de filme 

## Premii și nominalizări
- 1967 Festivalul de Film de la Cannes 1967
  - Câștigător la Marele Premiu Tehnic - Mențiune Specială pentru Gabriel Axel

- 1967 Palme d'Or
  - Nominalizare la Palme d'Or pentru Gabriel Axel

- 1969 National Board of Review, USA
  - Câștigător NBR Award Top Foreign Films pentru Mantaua roșie